# Denison Olmsted

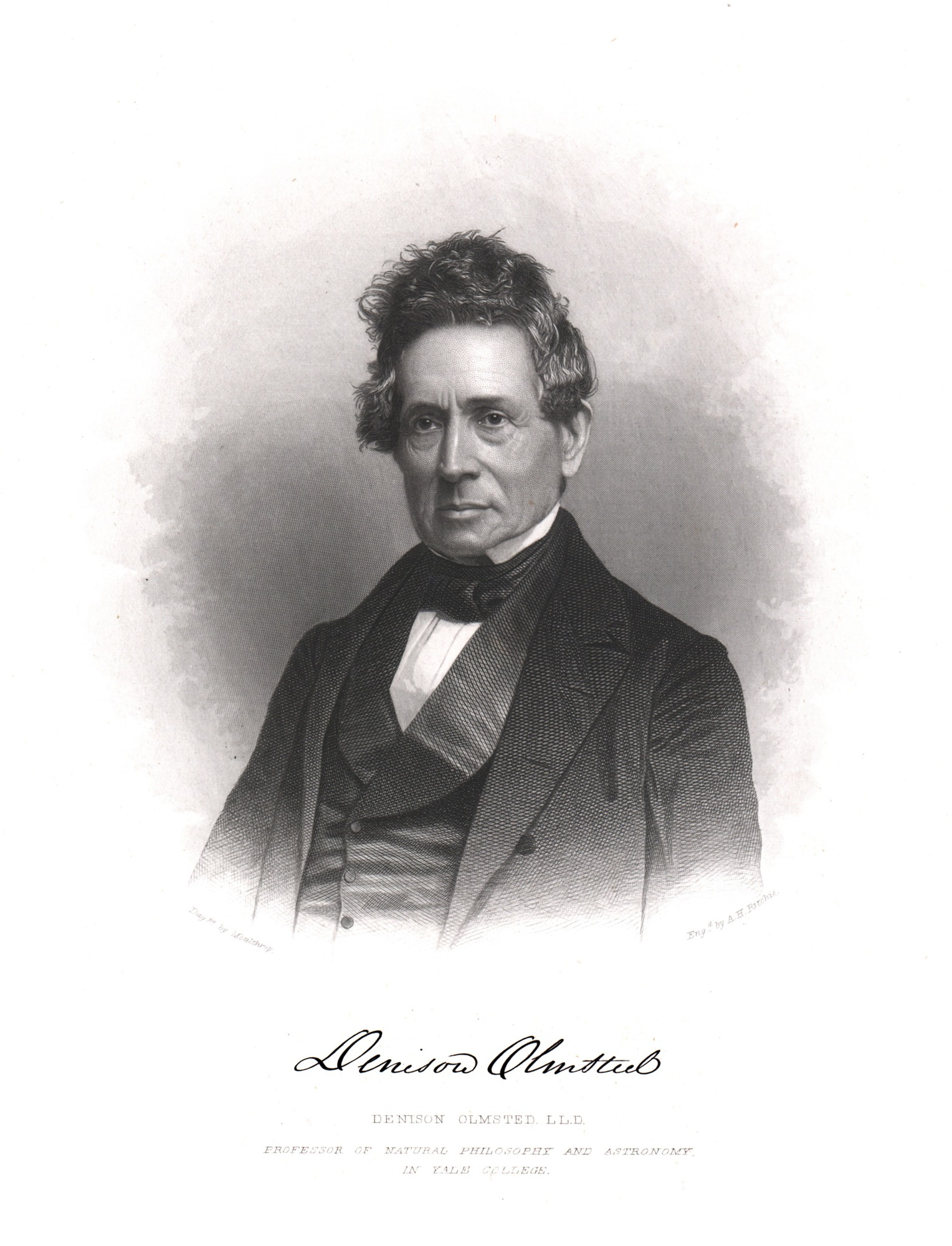
Denison Olmsted según un grabado de Alexander Hay Ritchie

Denison Olmsted (East Hartford, 18 de junio de 1791 - New Haven, 13 de mayo de 1859), fue un físico y astrónomo estadounidense. Se atribuye al profesor Olmsted el origen de la ciencia de los meteoritos después de que la lluvia de meteoritos Leónidas de 1833 sobre América del Norte lo impulsara a estudiar este fenómeno.

## Biografía
En 1813, se graduó de la Universidad de Yale, donde se desempeñó como profesor universitario de 1815 a1817. En este último año, fue nombrado a la cátedra de química, mineralogía y geología en la Universidad de Carolina del Norte en Chapel Hill. Aquí se propone y ejecuta el primer estudio geológico que se realizó en los Estados Unidos, la publicación de sus informes se dio entre 1824 y 1825. Aunque el Estado autorizó la ejecución de la encuesta, Olmsted no recibió compensación alguna por sus servicios.
En 1825, fue nombrado profesor de matemáticas y física en la Universidad de Yale. Publicó una elaborada teoría de las piedras de granizo en 1830, que causó mucha discusión, pero finalmente recibió la aprobación general de los meteorólogos. La lluvia de estrellas fugaces que cayeron en noviembre de 1833 atrajo su atención, y estudió su historia y su comportamiento hasta que fue capaz de demostrar satisfactoriamente su origen cósmico. Olmsted y su socio, Elias Loomis, eran en 1835 los primeros investigadores estadounidenses en observar el cometa Halley .
En 1836, su cátedra de Yale fue dividida, y se mantuvo en la de astronomía y la filosofía de la naturaleza. Donde lleva a cabo una serie de observaciones de la aurora boreal.
Murió en New Haven, Connecticut , en el 13 de mayo de 1859.

## Publicaciones
Su primera publicación (1824-1825) fue el informe de su estudio geológico del estado de Carolina del Norte. Le siguieron varios libros de texto sobre la filosofía natural y la astronomía, pero se le conoce principalmente al mundo científico por sus observaciones sobre la lluvia (1830), meteoros y la aurora boreal (ver Smithsonian Contributions, vol. VIII, Washington, 1850) . Otros:
- Student's Commonplace Books (New Haven, 1828)
- Introduction to Natural Philosophy (2 vols., New York, 1831)
- Compendium of Natural Philosophy (1832)
- Observations on the Meteors of November 13th, 1833 (1834)[2]
- Introduction to Astronomy (1839)
- Compendium of Astronomy (1841)
- Letters on Astronomy, Addressed to a Lady (1841)
- Life and Writings of Ebenezer Porter Mason (New York, 1842)
- Rudiments of Natural Philosophy and Astronomy (Cincinnati, 1844)